# Fish and chips
Il fish and chips  è un piatto tipico della cucina britannica. 
Consiste in filetto di pesce bianco (solitamente gadidi come il merluzzo o l'eglefino) fritto in pastella e accompagnato da fettine di limone e abbondanti patate fritte. Viene servito cosparso di sale e qualche goccia di aceto (solitamente di malto) e molto spesso insieme ad altre pietanze, come i mushy peas (piselli bolliti in modo particolare per ottenere una zuppa grumosa).

## Storia
La prima comparsa del fish and chips si ha negli anni 1860 e da allora ha sempre guadagnato popolarità: nel Regno Unito vi erano 25 000 negozi nel 1910 e 35 000 nel 1930; di recente però la tendenza si è invertita: nel 2020 c'erano solamente 10 500 negozi.
È un piatto molto diffuso anche in Irlanda, Australia, Nuova Zelanda, Sudafrica, Canada e Stati Uniti.
Il fish and chips è stato uno dei pochissimi piatti a non esser stato oggetto di razionamento nel Regno Unito durante la seconda guerra mondiale.